# Noord-Ossetische Autonome Socialistische Sovjetrepubliek
De Noord-Ossetische Autonome Socialistische Sovjetrepubliek (Russisch: Северо-Осетинская Автономная Социалистическая Советская Республика of Noord-Ossetische ASSR (Russisch: Северо-Осетинская АССР) was een autonome socialistische sovjetrepubliek van de Sovjet-Unie.
De Noord-Ossetische Autonome Socialistische Sovjetrepubliek ontstond op 5 december 1936 uit de Noord-Ossetische Autonome Oblast. In 1990 werd de Noord-Ossetische ASSR hernoemd in de Noord-Ossetische SSR om op 9 november 1993 als autonome republiek Noord-Ossetië opgenomen te worden in de Russische Federatie.